# Sherlock Holmes (serial din 1954)
Sherlock Holmes este un serial TV american din 1954 bazat pe seria de povestiri cu Sherlock Holmes de Arthur Conan Doyle. Cele 39 de episoade a câte 30 de minute au fost  produse de Sheldon Reynolds și filmate în Franța de către Guild Films, cu Ronald Howard (fiul lui Leslie Howard) ca Holmes și Howard Marion Crawford ca Watson. Archie Duncan apare în mai multe episoade ca Inspector Lestrade (de asemenea interpretează și alte personaje). Richard Larke, menționat ca Kenneth Richards, apare ca Sgt. Wilkins în cca. 15 episoade.  
Este primul serial TV american bazat pe povestirile lui Doyle și singurul de acest fel până la serialul din 2012 Elementary.

## Distribuție
- Ronald Howard ca Sherlock Holmes (39 de episoade)
- Howard Marion-Crawford ca Dr. John H. Watson (39 episoade)
- Archie Duncan ca Inspector Lestrade  (31 episoade)
- Richard Larke ca Sgt. Wilkins (16 episoade)
- Eugene Deckers ca Harry Crocker (7 episoade)
- Colin Drake ca Albert Snow (6 episoade)
- Roland Bartrop - Carpenter B  (6 episoade)
- Richard Watson - Campaign manager (5 episoade)
- Eric Micklewood - Coxin (4 episoade)
- Bob Cunningham ca Bison Jack (4 episoade)
- Duncan Elliott ca J. Oliver (4 episoade)
- June Peterson ca Mrs. Chivvy (4 episoade)

## Episoade
| Nº | Titlu                                     | Regia            | Scenariu                            | Premiera           |
| -- | ----------------------------------------- | ---------------- | ----------------------------------- | ------------------ |
| 1  | „The Case of the Cunningham Heritage”     | Jack Gage        | Sheldon Reynolds                    | 18 octombrie 1954  |
| 2  | „The Case of Lady Beryl”                  | Jack Gage        | Sheldon Reynolds                    | 25 octombrie 1954  |
| 3  | „The Case of the Pennsylvania Gun”        | Sheldon Reynolds | Sheldon Reynolds                    | 1 noiembrie 1954   |
| 4  | „The Case of the Texas Cowgirl”           | Steve Previn     | Charles Early, Joseph Early         | 8 noiembrie 1954   |
| 5  | „The Case of the Belligerent Ghost”       | Sheldon Reynolds | Charles Early                       | 15 noiembrie 1954  |
| 6  | „The Case of the Shy Ballerina”           | Sheldon Reynolds | Charles Early, Sheldon Reynolds     | 22 noiembrie 1954  |
| 7  | „The Case of the Winthrop Legend”         | Jack Gage        | Harold Jack Bloom, Sheldon Reynolds | 29 noiembrie 1954  |
| 8  | „The Case of the Blind Man's Bluff”       | Sheldon Reynolds | Lou Morheim, Sheldon Reynolds       | 6 decembrie 1954   |
| 9  | „The Case of Harry Crocker”               | Sheldon Reynolds | Harold Jack Bloom                   | 13 decembrie 1954  |
| 10 | „The Mother Hubbard Case”                 | Jack Gage        | Lou Morheim                         | 20 decembrie 1954  |
| 11 | „The Red-Headed League”                   | Sheldon Reynolds | Lou Morheim                         | 27 decembrie 1954  |
| 12 | „The Case of the Shoeless Engineer”       | Steve Previn     | Harold Jack Bloom                   | 3 ianuarie 1955    |
| 13 | „The Case of the Split Ticket”            | Steve Previn     | Lou Morheim                         | 10 ianuarie 1955   |
| 14 | „The Case of the French Interpreter”      | Steve Previn     | Lou Morheim                         | 17 ianuarie 1955   |
| 15 | „The Case of the Singing Violin”          | Steve Previn     | Kay Krausse                         | 24 ianuarie 1955   |
| 16 | „The Case of the Greystone Inscription”   | Steve Previn     | George Fass, Gertrude Fass          | 31 ianuarie 1955   |
| 17 | „The Case of the Laughing Mummy”          | Sheldon Reynolds | Charles Early                       | 7 februarie 1955   |
| 18 | „The Case of the Thistle Killer”          | Steve Previn     | Charles Early, Joseph Early         | 14 februarie 1955  |
| 19 | „The Case of the Vanished Detective”      | Steve Previn     | Charles Early, Joseph Early         | 21 februarie 1955  |
| 20 | „The Case of the Careless Suffragette”    | Steve Previn     | Charles Early, Joseph Early         | 28 februarie 1955  |
| 21 | „The Case of the Reluctant Carpenter”     | Steve Previn     | Sidney Morse, Sheldon Reynolds      | 7 martie 1955      |
| 22 | „The Case of the Deadly Prophecy”         | Sheldon Reynolds | George Fass, Gertrude Fass          | 14 martie 1955     |
| 23 | „The Case of the Christmas Pudding”       | Steve Previn     | George Fass, Gertrude Fass          | 4 aprilie 1955     |
| 24 | „The Case of the Night Train Riddle”      | Steve Previn     | Lou Morheim                         | 11 aprilie 1955    |
| 25 | „The Case of the Violent Suitor”          | Steve Previn     | Lou Morheim                         | 18 aprilie 1955    |
| 26 | „The Case of the Baker Street Nursemaids” | Sheldon Reynolds | Sheldon Reynolds, Joseph Victor     | 25 aprilie 1955    |
| 27 | „The Case of the Perfect Husband”         | Steve Previn     | Hamilton Keener                     | 2 mai 1955         |
| 28 | „The Case of the Jolly Hangman”           | Steve Previn     | Charles Early, Joseph Early         | 9 mai 1955         |
| 29 | „The Case of the Impostor Mystery”        | Steve Previn     | Lou Morheim                         | 19 mai 1955        |
| 30 | „The Case of the Eiffel Tower”            | Steve Previn     | Roger E. Garris                     | 23 mai 1955        |
| 31 | „The Case of the Exhumed Client”          | Steve Previn     | Charles Early, Joseph Early         | 30 mai 1955        |
| 32 | „The Case of the Impromptu Performance”   | Steve Previn     | Lou Morheim                         | 6 iunie 1955       |
| 33 | „The Case of the Baker Street Bachelors”  | Steve Previn     | Roger E. Garris, Joseph Victor      | 20 iunie 1955      |
| 34 | „The Case of the Royal Murder”            | Steve Previn     | Charles Early, Joseph Early         | 27 iunie 1955      |
| 35 | „The Case of the Haunted Gainsborough”    | Steve Previn     | Charles Early, Joseph Early         | 4 iulie 1955       |
| 36 | „The Case of the Neurotic Detective”      | Steve Previn     | Lou Morheim                         | 11 iulie 1955      |
| 37 | „The Case of the Unlucky Gambler”         | Steve Previn     | Lou Morheim                         | 18 iulie 1955      |
| 38 | „The Case of the Diamond Tooth”           | Sheldon Reynolds | George Fass, Gertrude Fass          | 19 septembrie 1955 |
| 39 | „The Case of the Tyrant's Daughter”       | Steve Previn     | Roger E. Garris                     | 17 octombrie 1955  |